# John Kobina Louis
John Kobina Louis (ur. 24 listopada 1964 w Akrze) – ghański duchowny rzymskokatolicki, biskup pomocniczy Akry od 2023.

## Życiorys
Święcenia kapłańskie przyjął 18 lipca 1992 i został inkardynowany do archidiecezji Akra. Pracował przede wszystkim jako duszpasterz parafialny, był także m.in. archidiecezjalnym ekonomem, dyrektorem ośrodka duszpasterskiego, wykładowcą i przewodniczącym instytutu technicznego oraz wikariuszem generalnym archidiecezji.
14 lutego 2023 został mianowany biskupem pomocniczym Akry oraz biskupem tytularnym Fesseë. 19 kwietnia 2023, w archikatedrze Świętego Ducha w Akrze, przyjął święcenia biskupie z rąk ks. abpa Henryka Jagodzińskiego, nuncjusza apostolskiego w Ghanie.